# Roland Goeschl
Roland Goeschl (* 25. November 1932 in Salzburg; † 25. Dezember 2016 in Wien) war ein österreichischer Bildhauer, Maler und Kunstwissenschaftler.

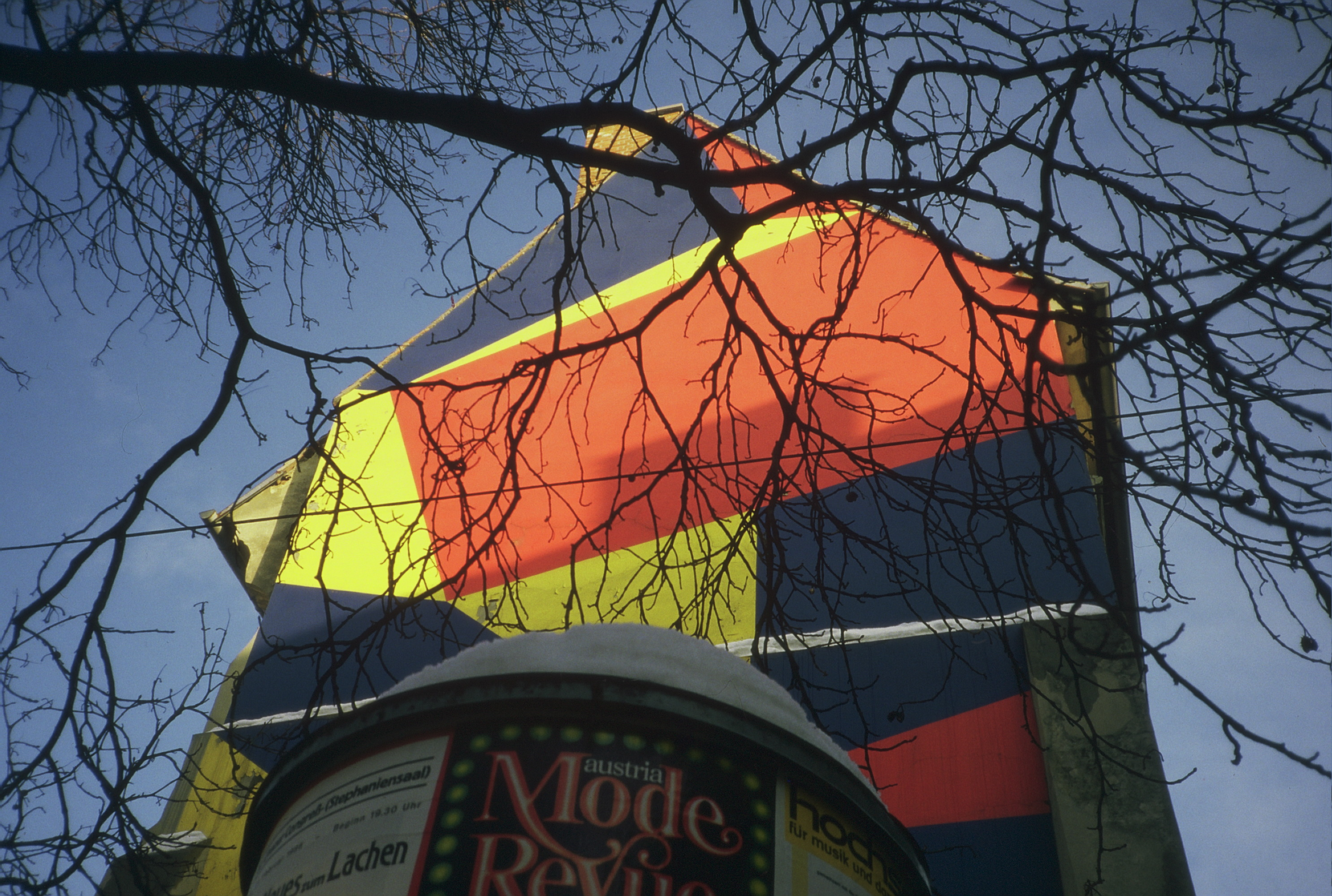
Graz Färberplatz 1979 – heute zerstört

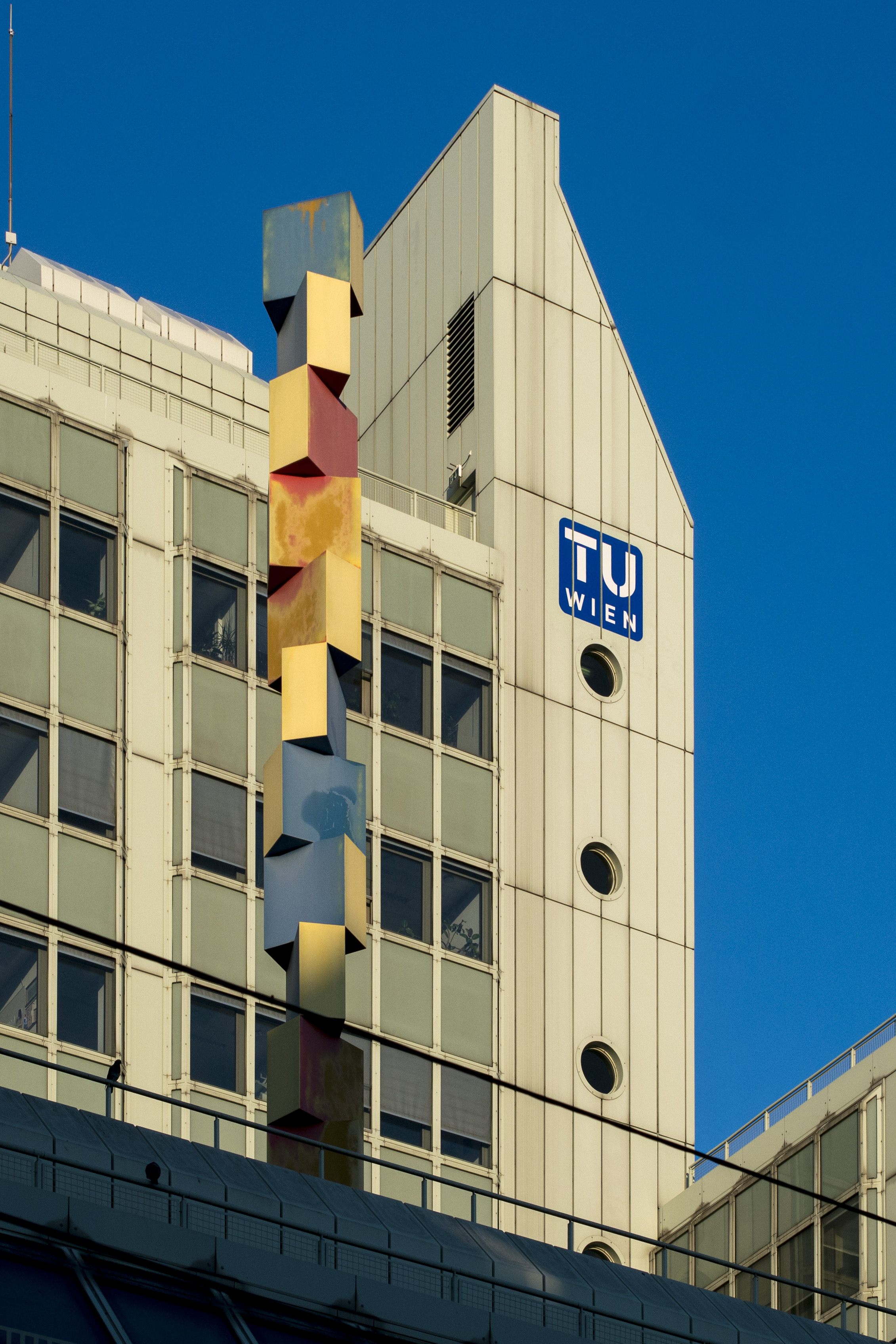
Skulptur am Dach des Freihauses der TU Wien

## Leben und Werk
Roland Goeschl besuchte 1954 die Internationale Sommerakademie für Bildende Kunst Salzburg unter Giacomo Manzù und studierte 1956–60 an der Akademie der bildenden Künste Wien bei Fritz Wotruba. Er nahm am Symposion europäischer Bildhauer 1961–1963 in Berlin teil und war 1962 am Royal College of Art in London. Roland Goeschl war Teilnehmer der documenta III 1964 und der 4. documenta 1968 in Kassel.
Goeschl war ab 1972 ordentlicher Professor am Institut für Kunst und Gestaltung an der Technischen Universität Wien. Er lebte in Wien.
Seit 1960 ist Goeschl mit Ausstellungen in der österreichischen Kultur präsent. International bekannt geworden ist er durch seine Skulpturen in den Farben Blau, Gelb und Rot. Er entwarf zudem das Humanic-Logo und gestaltete die Fassade des Humanic-Hauses in der Favoritenstraße 126. Seit einer Schenkung im April 2011 befindet sich ein Großteil der Arbeiten von Roland Goeschl in der Sammlung der Österreichischen Galerie Belvedere.

## Auszeichnungen
- 1975: Preis der Stadt Wien für Bildende Kunst

## Postume Ausstellungen
- März/Juli 2017: Roland Goeschl – Farbraum total, Museum der Moderne Salzburg, Rupertinum[3]
- Mai/Juli 2017: Farbe muss Material werden. Roland Goeschl, 1932 - 2016, Österreichische Galerie Belvedere, 21er Haus